# 川越市立野田中学校
川越市立野田中学校（かわごえしりつ のだちゅうがっこう）は、埼玉県川越市にある公立中学校。

## 概要
川越市市街地の西端に位置し、学校の西方には田園風景が広がる。近隣には川越合同庁舎、川越自動車学校、尚美学園大学川越キャンパスがある。また、500m東には川越市立富士見中学校がある。
通学区内の小学校は、川越市立泉小学校と川越市立大塚小学校と川越市立大東東小学校がある。
原則としてノーチャイム制度を採用している。ただし昼休みの終わり・部活終了・総下校時及び学期初めや特別日課のときはチャイムがある。
中間は1日、期末は2日でテストする。なお、中間テストの後に、学級活動などの授業を行う。
すぐ横に2009年12月にオープンした川越温泉がある。

## 校歌
作詞：名村宏、作曲：小川寛興、編曲：市川輝男である。

## 沿革
- 1982年
  - 3月29日 - 学校設置条例の一部改正により校名を野田中学校と決定
  - 4月 - 設立。

## 年間行事
- 4月 - 入学式、対面式
- 5月 - 中間テスト
- 6月 - 遠足
  - 1年　鉄道博物館または森林公園
  - 2年　上野・浅草・両国（江戸東京博物館）
  - 3年　横浜
- 7月 - 期末テスト、終業式
- 9月 - 始業式
- 10月 - 体育祭、中間テスト
- 11月 - 合唱祭
- 12月 - ロードレース（英語版）大会、期末テスト、終業式
- 1月 - 始業式
- 2月 - 2年修学旅行、学年末テスト
- 3月 - 3送会、卒業式、修了式

## 生徒会活動
生徒会活動は、10月の生徒会本部の選挙により、会長1名、副会長2名、本部役員7名の合計10名で運営する。

## 専門委員会
- 学級
- 選挙管理
- 合唱祭実行
- 3送会実行
- 体育
- 図書
- 生活
- 環境
- 保健
- 給食
- 放送

## 部活動
部活動の加入は、運動部、文化部のうち原則として1つの部に限るが、任意制である。
運動部
- 男女 - 陸上部・野球部・剣道部・サッカー部
- 男子 - バスケ部・卓球部
- 女子 - ソフトボール部・テニス部・バレーボール部

文化部
- 男女 - 吹奏楽部・美術部・文芸部

吹奏楽部では過去に全国優勝もある。
美術部は2018年現在の川越市立中学校美術部の祭典において部長が美術館賞を取った記録がある。

## 交通
- JR川越線 - 川越駅、西川越駅
- 西武新宿線 - 本川越駅
- 東武東上線 - 川越駅、川越市駅